# Капа, Корнелл
Корнелл Капа (англ. Cornell Capa; настоящие фамилия и имя Фридман Корнэл, венг. Friedmann Kornél; р. 14 апреля 1918, Будапешт — 23 мая 2008, Нью-Йорк) — американский фотограф, младший брат знаменитого военного фотокорреспондента Роберта Капы.

## Биография
В 1936 году уехал вслед за братом в Париж, а затем и в Нью-Йорк. В 1946 году стал штатным фотографом журнала «Лайф». В 1954 году, сразу после гибели своего брата, Капа-младший стал участником основанного Робертом Капой объединения фотографов «Магнум Фото», от которого работал фотокорреспондентом в СССР, Израиле (во время Шестидневной войны), Латинской Америке (в частности, среди индейцев Амазонии) и др.
В 1958 году Корнелл оказался в числе немногих американских фотографов того времени, которым было разрешено отправиться в Советский Союз. Итогом поездки стали 18 авторских снимков. Во время нахождения в СССР Корнелл побывал в Ленинграде, Москве и Загорске, посетил балетное училище и закрытый мужской монастырь.
Начиная с 1967 году Капа организовал ряд выставок и выпустил несколько альбомов с фотографиями, в том числе фотохронику президентской кампании Джона Кеннеди в 1960 году. В 1974 году он учредил в Нью-Йорке Международный центр фотографии и много лет был его директором. Капа также подготовил к публикации ряд собраний произведений своего брата.